# Lungenseuche der Rinder
Die Lungenseuche der Rinder, die auch als Infektiöse Pleuropneumonie der Rinder (lat. Pleuropneumonia bovis contagiosa, engl. Contagious bovine pleuropneumonia, CBPP) bezeichnet wird, ist eine hochansteckende bakterielle Infektionskrankheit bei Rindern und Wildrindern (Büffel, Yak, Bisons). Sie ist bei der Weltorganisation für Tiergesundheit (OIE) als besonders gefährlich eingestuft und gelistet. Die Lungenseuche wird durch Mycoplasma mycoides ssp. mycoides verursacht und äußert sich in einer schweren, fibrinösen (kruppösen) Lungen- und Brustfellentzündung (Pleuropneumonie). Die Erkrankung zählt zu den Mykoplasmosen und kommt heute vor allem in Afrika vor, wo sie endemisch auftritt. In der Bundesrepublik Deutschland ist sie nach der Verordnung über anzeigepflichtige Tierseuchen in der jeweils gültigen Fassung anzeigepflichtig und darf nicht mit Antibiotika behandelt werden. Eine Impfung ist in CBPP-freien Gebieten, wie Zentral-Europa und Nord-Amerika, obsolet bzw. verboten.

## Erreger und Krankheitsentstehung
Der Erreger der Lungenseuche ist Mycoplasma mycoides ssp. mycoides, wobei lediglich der small colony type (sc) krankheitsauslösend ist. Der Erreger wurde erstmals 1898 von Edmond Nocard und Émile Roux entdeckt und ist das erste wissenschaftlich beschriebene Mykoplasma. Empfänglich sind vermutlich ausschließlich Rinder. Aus Schafen und Ziegen konnte der Erreger zwar isoliert werden, ruft dort aber vermutlich keine Erkrankung hervor. Diesen Paarhufern kommt unter Umständen aber eine Bedeutung bei der Erregerverbreitung zu, weshalb sie tierseuchenrechtlich in die Vorsorgemaßnahmen einbezogen werden.
Die Infektion erfolgt vor allem aerogen in Form einer aerogene Tröpfcheninfektion, also durch hochgehustetes Sekret und durch die Aufnahme kontaminierten Staubs über die Atemwege.

## Klinisches Bild
Die Inkubationszeit beträgt 5 bis 207 Tage, im Regelfall zwischen 20 und 40 Tagen. Empfänglich sind vor allem Tiere, die älter als sechs Monate sind. Die Lungenseuche kann sich akut (selten perakut) oder chronisch manifestieren. Sie äußert sich klinisch in Abgeschlagenheit, Fieber, Atemnot, Husten und Nasenausfluss, Milchrückgang, Durchfall und Verstopfung im Wechsel, geringe Harnausscheidung (Oligurie mit einem dunkelgelben bis braunen Harn), Abmagerung. Bei chronischem Verlauf kann der Husten auch nur unter Belastung auftreten. Die perakute Form hat eine Mortalität von bis zu 70 %.
Kälber sind durch einen schnelleren Krankheitsverlauf im Vergleich zu adulten Rindern gekennzeichnet. Bei den Kälbern manifestiert sich die Erkrankung vor allem in Form einer Gelenkentzündungen, die als Komplikation mit einer Herzinnenhaut- oder Herzmuskelentzündung verbunden sein kann.

## Bekämpfung
Die Behandlung ist in seuchenfreien Gebieten tierseuchenrechtlich verboten.
Die Lungenseuche ist in Deutschland anzeigepflichtig und befallene Tiere werden in der Regel getötet und unschädlich beseitigt.
In der Schweiz ist die Lungenseuche eine meldepflichtige Tierseuche.
Nach den internationalen Vorgaben der OIE ist auch eine Schlachtung positiver Tiere und deren Kontakttiere möglich.
Die Bekämpfung erfolgt vor allem durch seuchenhygienische Maßnahmen und Überwachung des Tierverkehrs (Importkontrollen). In Endemiegebieten (Afrika) werden Lebendimpfstoffe eingesetzt.

## Geschichte
Die Erkrankung ist in Europa seit dem 18. Jahrhundert bekannt. Mit dem wachsenden Tierverkehr wurde sie im 19. Jahrhundert auch nach Amerika, Afrika und Australien eingeschleppt, von letzterem ausgehend auch nach Asien.
In den Industrieländern galt die Erkrankung bereits zur Wende vom 19. zum 20. Jahrhundert als getilgt, im Ersten Weltkrieg flammte sie, von Osteuropa ausgehend, jedoch wieder auf.
Der letzte Ausbruch in der Schweiz wurde 1895 beobachtet.
Der letzte Ausbruch in Deutschland wurde 1926 beobachtet.
Hauptverbreitungsgebiet ist heute Afrika (Sub-Sahara Gebiete). Trotz anfänglicher Sanierungserfolge in den 1960er-Jahren ist die Zahl der Ausbrüche durch die zahlreichen Bürgerkriege und die damit nachlassenden veterinärpolizeilichen Maßnahmen wieder im Ansteigen begriffen. Einzelausbrüche gab es bis in die jüngere Zeit auch in West- und Südwesteuropa. Die Rinderseuche ist in Europa letztmals 1993 in Italien und 1999 in Portugal aufgetreten.